# سیارک ۳۳۱۷۹
سیارک ۳۳۱۷۹ (به انگلیسی: 33179 Arsenewenger، نامگذاری:1998FY15) سی و سه هزار و صد و هفتاد و نهمین سیارک کشف شده‌است که در ۲۹ مارس ۱۹۹۸ کشف شد.